# ستينكا رازين (فلم)
ستينكا رازين (الروسية: Стенька-Разинъ)، يُطلق عليهم أيضًا رجال الفولغا الأحرار،هو فيلم أبيض وأسود روسي صامت أنتج عام 1908. ويعتبر بشكل عام أول فيلم روائي روسي. بطولة يفغيني بيتروف-كراييفسكي، وهو ممثل من مسرح بيت الشعب في بتروغراد، والذي قام فيما بعد بإخراج الأفلام لاستوديو درانكوف. من غير المعروف من لعب دور الأميرة. لا يُعرف سوى القليل عن المخرج فلاديمير روماشكوف، الذي لم يخرج أعمال أخرى.و كتب ميخائيل إيبوليتوف-إيفانوف المقطوعة الموسيقية للفيلم.
تم إنتاج فيلم ستينكا رازين بواسطة ألكسندر درانكوف، الذي كان في السابق صحفيًا مصورًا ومصورًا رسميًا لمجلس الدوما ونيكولاس الثاني، افتتح درانكوف أول استوديو سينمائي روسي في عام 1907 وبدأ في إنتاج الأفلام الوثائقية في فبراير 1908.أعلن درانكوف عن الفيلم باعتباره أول فيلم روائي طويل في روسيا، على الرغم من أنها لم تكن محاولته الأولى. اذ كانت لها لقد محاولة سابقة لتصوير فيلم مقتبس عن بوريس غودونوف، ولكن بسبب صعوبات الإنتاج والتوترات مع الممثلين، لم يكتمل أبدًا. بينما كان بور يصور غودونوف، تم تصوير المشاهد التي تم تصويرها على نهر الفولغا في بحيرة رازليف بالقرب من سانت بطرسبورغ.
تم تصوير الفيلم بواسطة فاسيلي غونشاروف كجزء من مسرحية تجريبية، واستأجر غونشاروف ألكسندر درانكوف لتصوير لقطات الافتتاحية والختام. لكن درانكوف أقنع غونشاروف بالسماح له بتصوير المشاهد الوسطى أيضًا. دون الحصول على إذن غونشاروف أو الاعتماد عليه، أصدر درانكوف لقطاته المجمعة كفيلم مستقل قبل يوم واحد من العرض الأول للمسرحية. اشتكى غونشاروف إلى اتحاد الدراما والمسرح مطالبة الكتاب الموسيقيين بحماية حقوقه التأليفية، إلا أن النقابة رفضت التدخل، لأنها لا تعتبر تجربة غونشاروف تجربة أدبية.

## السيناريو
تدور أحداث الفيلم حول قصة شعبية عن زعيمة القوزاق التاريخية ستينكا رازين وفي رواية الفيلم، يقع رازين في حب أميرة فارسية أسيرة، ويعترض أتباعه على حبه ويحاولون تشويه سمعتها، أولاً عن طريق مقاطعة رقصها المغري مع روسي. رقصوا بأنفسهم، ثم اتهموها بالخيانة الزوجية، ونجحوا في قلب رازين ضد الأميرة، وألقى بها في نهر الفولغا.

## روابط خارجية
- ستينكا رازين  في قاعدة بيانات الأفلام على الإنترنت (بالإنجليزية)